# Незаперечний 4
Незаперечний 4 (англ. Boyka: Undisputed, або інша назва Undisputed 4: Boyka is back) — американсько-болгарський бойовик болгарського режисера Тодора Чапканова. Зйомки відбувалися протягом 2015 - 2016 років, а в прокат офіційно фільм вийшов у 2017 році. У головній ролі боєць Юрій Бойка — американський актор Скотт Едкінс. Ця частина завершальна в квадрології.

## Сюжет
Після подій, які відбуваються у 3 частині,⁣ проходить кілька років. Юрій Бойка в Києві тренується в одному з київських спортивних клубів з тренером Кирилом. А тим часом у в'язниці «Чорні пагорби» з'явився новий божевільний і шалений зек по прізвиську «Жах», якого привели на ринг в наморднику і кайданах. Начальник в'язниці Марков (в титрах третьої і четвертої частини вказаний як «Warden»), організував бій Жаха з одним зеком, який був менший на зріст від великого Жаха. Зеку не вдалося перемогти його. Жах кидає його на підлогу, ламає хребет і б'є до смерті, а сам перемагає.
Бойка прийшов в київську церкву і приніс українську Біблію в ящику. В клуб заходить Кирило і пропонує йому вступити в бій з Віктором Греговим, якого вони довго чекали. В кінці бою він вбиває Віктора і його кладуть у труну в спортзалі, де стоїть вдова Альма. Раптом з'являється мафіозі Зураб.
Бойка дізнається у Кирила про вбитого і просить зробити йому паспорт на місто Дровні Воронезької області. Він приїжджає до охорони на автобусі «Київ-Воронеж». Охоронець дороги перевіряє паспорт Бойка, в якому вказано ім'я  і прізвище Антон Лагунов. Це дозволило головному герою поїхати в Дровні, адже охоронець не дізнався, що це він вбив Віктора.
Юрій Бойка приїжджає в Дровні й знаходить готель, де влаштовується на проживання. Потім він приходить до Альми та передає їй лист, який був знайдений у Кирила і вирушає у нічний бійцівський клуб «Вулкан». Він дізнається, що Зураб — власник клубу й у нього є друзі, співвласники: чемпіон підпільних боїв і вбивця Ігор Казімир та охоронці-мафіозі.
Бойка вступає в бій з братами Озеровими, один із братів сильно б'є його по спині, але він таки зміг їх перемогти. Альма робить йому крем для спини за рецептом бабусі. Приходить Зураб і розповідає їй, що Бойка вбив її чоловіка, розповідає про своє життя і як багато людей він вбив.
Бойка вступає в бій з сильним і смертоносним бійцем Борисом Тарасовим, але Зураб забороняє йому вбивати Бориса, потім бореться з Казімиром, якого теж перемагає. Гості клубу вітають Бойка з перемогою, але це не кінець. Марков привозить Жаха на фурі «В'язниця Дровні» і його приводять в клуб. Бойка теж перемагає його, але він не йде з клубу, і охорона мафії б'є його битами. Зураб хапає Альму і каже їй, що вона вибрала вбивцю і тварину.
Бойка вбиває мафіозі й хапає пістолет, а Зураб бере свій. Бойка вбиває Зураба, чим захищає Альму. Його знову саджають у в'язницю. Через пів року він повертається на ринг і оголошує себе «найкращим чемпіоном».
Наприкінці є меморіальний надпис «Фільм присвячений пам'яті Денні Лернера» (брату Аві Лернера).

## В ролях
| Актор               | Роль                                                |
| ------------------- | --------------------------------------------------- |
| Скотт Едкінс        | український боєць Юрій Бойка                        |
| Теодора Духовникова | вдова Віктора Альма                                 |
| Алон Абутбул        | мафіозі і власник клубу «Вулкан» Зураб              |
| Брахим Аччаббаке    | чемпіон і вбивця Ігор Казімир                       |
| Юліан Вергов        | Слава                                               |
| Пол Чахіді          | тренер Кирило                                       |
| Валентин Ганєв      | мент «Чорних холмів» Марков (в титрах як: "Warden") |
| Башар Рахаль        | Скаут                                               |
| Мартін Форд         | боєць Кошмар                                        |
| Емільєн де Фалько   | боєць і жертва Бойка Віктор Грегов                  |
| Троян Міленов       | боєць Борис Тарасов                                 |

## Інформація про «Незаперечного 5»
У квітні 2019 року на Бірмінгемському фестивалі «Spirit» Скотт Едкінс заявив, що колись повернеться до знімання 5 частини.
На кіноринку Каннського кінофестивалю стало відомо, що компанії Millennium Films і Empire Films почали роботу над телесеріалом про Бойка, знімання якого почались в березні 2020 року і традиційно пройдуть на болгарської студії Nu Boyana Film Studios, де були відзняті останні три серії, по сюжету, після тюрми Бойка відправиться на бойовий турнір в Нью-Йорк, на місце режисера повернеться Айзек Флорентайн, ім'я актора в ролі Бойка не вказано поки.
В мережі з'явилася інформація про 5 частину і її прем'єру, зверніть увагу, що на будь-якому сайті про частину написано, що прем'єра відбудеться в червні 2021, але це брехня, цієї прем'єри не буде, тоді писали, що у 2018, 2019 і 2020 роках буде частина, але частини знімати більше не будуть, а серіал про Бойка, прем'єра якого поки невідома й актора теж.
В мережі також є брехливий сюжет, що Бойка повинен відправитися в Будапешт на бойовий турнір.

## Прем'єра на телебаченні
На російському телебаченні прем'єра відбулася на російському спортивному телеканалі Russian Extreme.
На українському телебаченні прем'єра відбулася на Новому каналі 4 травня 2021 року, а 7 травня він повторився під назвою «Підпільна арена»[джерело?].

## Знімальна група
- Автори сценарію:
  - Девід Н. Вайт
  - Тоні Мошер
  - Боаз Девідсон (сюжет)
- Режисери:
  - Тодор Чапканов
  - Айзек Флорентайн (у титрах не вказаний)
- Оператор:
  - Іван Ватсов
- Композитор:
  - Стівен Едвардс
- Кінокомпанії:
  - Nu Image
  - Millennium Films
  - Nu Boyana Film Studios
- Дистриб'ютори:
  - Universal Home Entertainment (прокат у США)
  - Вольга (прокат у Росії)
  - Новий канал (прокат в Україні, дубляж 2021)
- Продюсери:
  - Айзек Флорентайн
  - Марк Гілл
  - Лес Велдон
  - Аві Лернер
  - Джон Томпсон

## Український дубляж
Фільм озвучений дубляжем для Нового каналу у 2021, в дубляжі працювали актори дубляжу каналу.

## Цікаві факти
- В кінці перед титрами написано: Фільм присвячений пам'яті Денні Лернера, брату продюсера Аві Лернера, брати Лернери являються засновниками й продюсерами Nu Image і Millennium Films
- В паспорті Бойка написано: Антон Лагунов (брехня замість справжнього імені).
- Актор, який зіграв роль Кошмару Мартин Форд тренувався для знімання фільму в одному фітнес-клубі з 2015 року, зробив татуювання для свого персонажа, з ними він так і залишився на все життя після фільму і також став учасником фітнес-клубу, у якому він знімає відео і робить фото тренування на свій акаунт Інстаграму дотепер.
- Айзек Флорентайн є режисером 4 частини, але він не вказаний в титрах в якості режисеру, вказаний лише Тодор Чапканов.